# ミハイル・リフィッツ
ミハイル・リフィッツ（Michail Lifits、1982年 - ）はウズベキスタン出身のピアニスト。タシュケント生まれ。ドイツ在住。

## 経歴
ウズベキスタンの音楽ファミリーに生まれた彼は5歳より音楽学校でピアノを始める。13歳の時ラフマニノフのピアノ協奏曲第2番でデビュー。
1999年から2008年までドイツ・ハノーファー音楽演劇大学に学ぶ。ここでKarl-Heinz Kammerling及びBernd Goetzke に師事。
また2005年イタリア・イモラ国際ピアノ・アカデミー｢巨匠との出会い｣でBoris Petrushanskyより師事。
2009年アメリカ・ニューヨークのカーネギー・ホールデビュー。
以降ニューヨーク・リンカーン・センター、フランス・パリのルーブル美術館、イタリア・フィレンツェ・ミラノ、中国・北京、スイス・チューリッヒなどで国際的に演奏活動を始める。
それ以外にもショパン・フェスティバルを含むフランス、ドイツ、ポーランド、イタリア、アメリカにおける国際フェスティバルに多数招待されている。
2011年ドイツのオーケストラDSO-Deutsche Symphonie-Orchester Berlinと協演。ベルリンデビュー。また同年キーボード・トラスト・プライズ・ウィナーシリーズより演奏が高く評価されロンドンのウィグモアホールにてデビュー。
2012年イタリアの名門DECCAユニバーサル・クラシックよりモーツァルトでCDデビュー。

## 受賞歴
- 2003年 ティドーネ国際音楽コンクール優勝
- 2004年 トレヴィーゾ国際ピアノコンクール優勝
- 2006年 アントニオ・ナポリターノ国際ピアノコンクール優勝
- 2006年 リナ・サラ・ガラ国際ピアノコンクール優勝
- 2009年 ブゾーニ国際ピアノコンクール優勝
- 2009年 アメリカ　ヒルトンヘッド国際ピアノコンクール優勝